# It's a Mother
It's a Mother é o 30º álbum de estúdio do músico americano James Brown. O álbum foi lançado em agosto de 1969 pela King Records.